# Marosszeleste

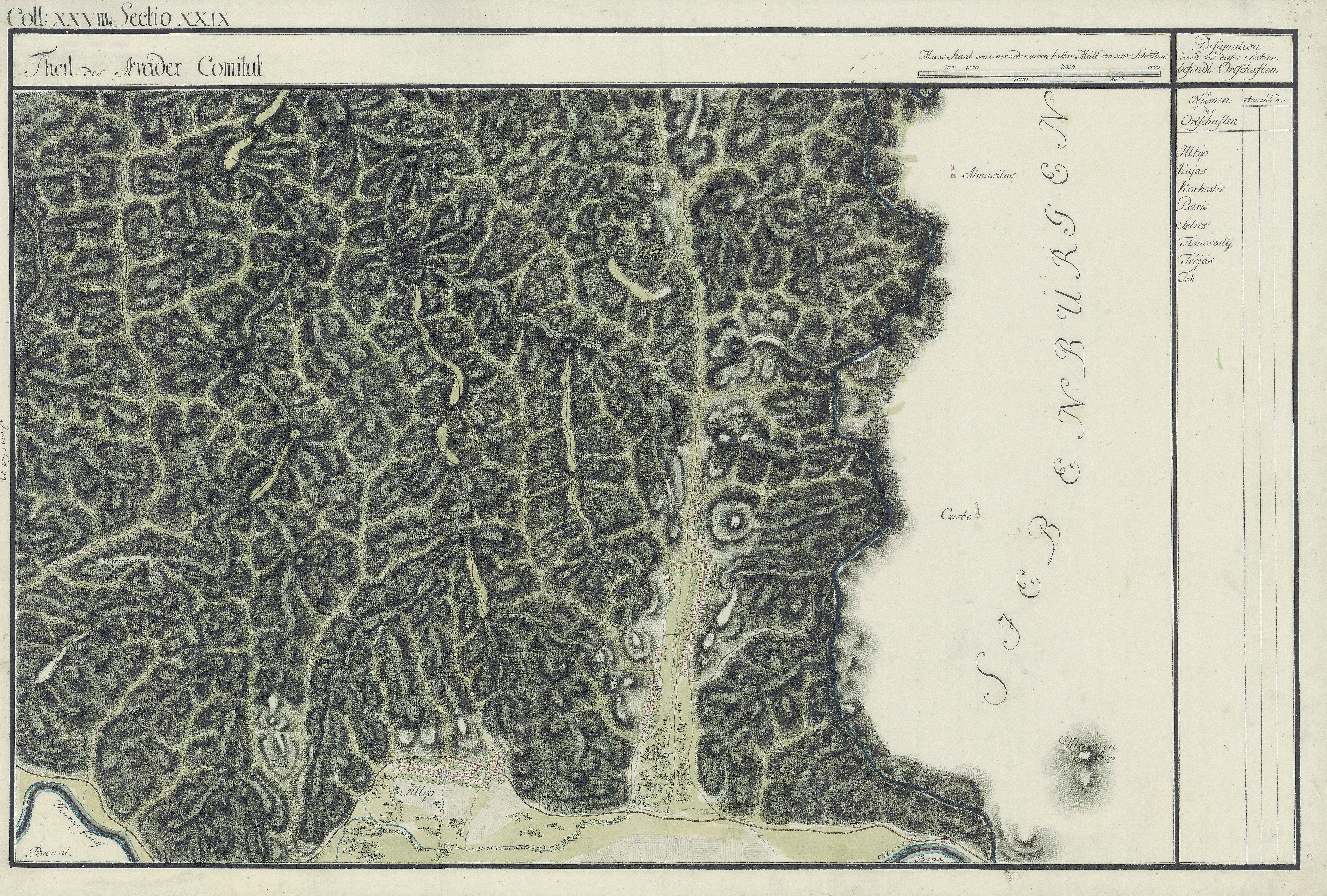
Marosszeleste, Szeleste egy régi térképen

Marosszeleste, románul: Seliște település Romániában, a Partiumban, Arad megyében.

## Fekvése
Zámtól északnyugatra, a Maros jobb partján fekvő település.

## Története
Marosszeleste, Szeleste nevét 1479-ben Silesthe, Sylysthe néven említette először oklevél. 1510-ben Sylesthe, 1601-ben Zeliste, 1808-ban Szelistye, 1913-ban Marosszeleste néven írták.
1493-ban Illyei Dienes Dénes birtoka volt, aki Zelisthe birtokbeli részét Rékási Csarnai Mihálynak adta zálogba.
1851-ben Fényes Elek írta a településről: „Arad vármegyében, Erdély szélén, hegyen-völgyön szétszórva, 310 óhitü lakossal, paroch. fatemplommal. Határa 2556 hold, ...Birja báró Lopresti Józsepha.”
1910-ben 359 lakosából 346 román, 8 német, 5 magyar, volt. Ebből 346 görögkeleti ortodox, 13 római katolikus volt.
A trianoni békeszerződés előtt Arad vármegye Máriaradnai járásához tartozott.

## Híres emberek
- Itt született Sabin Drăgoi (1894–1968) zeneszerző és népzenekutató.